# Cantone di Oreamuno
Il cantone di Oreamuno è un cantone della Costa Rica facente parte della provincia di Cartago.

## Geografia antropica

### Suddivisioni amministrative
Il cantone  è suddiviso in 5 distretti:
- Cipreses
- Cot
- Potrero Cerrado
- San Rafael
- Santa Rosa